# U-Jean
Алекс Хатсон, более известный как U-Jean, — американский поп-, R&B- и хип-хоп-исполнитель, выступающий преимущественно в Европе. Он наиболее известен по песням «Turn This Club Around» и «Summer Jam» немецкой EDM-группы R.I.O. Его дебютный сингл «Heaven Is a Place on Earth», кавер-версия песни Белинды Карлайл, вышел 17 июня 2011 года. В песне также присутствует вокал Carlprit.

## Биография
Хатсон родился в Кливленде, штат Огайо, и вырос в Атланте, штат Джорджия. Исполнительское искусство всегда было его призванием.
После окончания школы он решил переехать в Германию, чтобы служить в армии США. Вскоре после переезда в Дармштадт (Германия) он решил пройти прослушивание в шоу «US Europe Soldier Show», базирующемся в Шветцингене (Германия). После того, как его приняли в шоу, U-Jean начал профессиональную карьеру певца и сразу же начал путешествовать по Европе, выступая более чем 200 раз подряд, а также выступая послом американской музыки, культуры и профессионализма в Европе.
U-Jean влюбился в европейскую жизнь, и в июне 2008 года он отслужил и ушёл из армии, чтобы продолжить свою жизнь и карьеру в Германии в качестве певца. Он успешно начал свою карьеру профессионального певца, став участником одной из ведущих групп в регионе, Sweet Soul Music Revue, и выступал на некоторых из самых престижных и громких концертов в мире. U-Jean находится на пути к соулу, новому стилю, хип-хопу и R&B не только как певец, но и как продюсер и автор песен. U-Jean также выступает с группой The King Kamehameha Band из Франкфурта, Германия. В 2009 году он дебютировал с группой U-Jean в Фуэрте, Вентура и Хандия, Плайя, с которой он сотрудничает уже четыре года и продолжает это делать, выдавая сладкий бархатистый вокал десятилетия, который определяет не только жанр, но и культуру и образ жизни.
Весной 2009 года U-Jean и его партнёры-продюсеры основали музыкальную продюсерскую компанию Whazz Crackin, которая только с конца 2010 года создала 15 полностью отмастеренных и готовых к записи современных хип-хоп и танцевальных треков с участием четырёх энергичных артистов. U-Jean писал и записывал песни для самых известных и востребованных звукозаписывающих компаний Европы.

## Музыкальная карьера

### 2011—настоящее время: прорыв
В 2011 году U-Jean знакомится с Яноу и диджеем Манианом (Zooland Records), продюсерами Cascada и R.I.O. Вместе они записывают хиты «Turn This Club Around», «Animal» и «Summer Jam», которые возносят их на третье место в чарте Media Control, на первое место в iTunes и шесть раз становятся золотыми в Германии, Австрии и Швейцарии. К этому времени U-Jean также становится одним из самых известных артистов, работающих с приглашенными артистами, в Европе. Его успех отмечен сотрудничеством с такими артистами, как DJ Antoine (House Party), Mischa Daniels, Jenson Vaughan, Mike Candy’s (Paradise) и многими другими.

## Дискография

### Синглы

#### Как главный исполнитель
| Год  | Сингл                                         | Альбом              |
| ---- | --------------------------------------------- | ------------------- |
| 2011 | «Heaven Is a Place on Earth» (feat. Carlprit) | Внеальбомные синглы |
| 2012 | «Flying» (Ilhama & U-Jean feat. DJ OGB)       | Внеальбомные синглы |

#### Как приглашённый исполнитель
| 2011                                                          | «Turn This Club Around» (R.I.O. featuring U-Jean) | 3  | 5  | 96 | 43 | 1  | 36 | Turn This Club Around                  |
| 2011                                                          | «Animal» (R.I.O. featuring U-Jean)                | 48 | 33 | —  | 52 | 51 | —  | Turn This Club Around                  |
| 2012                                                          | «That Girl» (Mischa Daniels featuring U-Jean)     | 95 | —  | —  | —  | —  | —  | н/д                                    |
| 2012                                                          | «Summer Jam» (R.I.O. featuring U-Jean)            | 7  | 2  | 39 | —  | 2  | —  | Turn This Club Around (Deluxe Edition) |
| 2013                                                          | «Ready or Not» (R.I.O. featuring U-Jean)          | 54 | 40 | —  | —  | 64 | —  | Ready or Not                           |
| 2013                                                          | «Komodo (Hard Nights)» (R.I.O. featuring U-Jean)  | 58 | 45 | —  | —  | 45 | —  | н/д                                    |
| 2014                                                          | «One in a Million» (R.I.O. featuring U-Jean)      | 51 | 62 | —  | —  | 62 | —  | н/д                                    |
| 2015                                                          | «Paradise» (Mike Candys featuring U-Jean)         | —  | —  | —  | —  | 27 | —  | н/д                                    |
| «—» означает, что сингл не попал в чарт, либо не был выпущен. |                                                   |    |    |    |    |    |    |                                        |

### В качестве специального гостя
| Год  | Сингл                                                             | Высшие позиции в чартах | Высшие позиции в чартах | Альбом           |
| Год  | Сингл                                                             | GER                     | AUT                     | Альбом           |
| ---- | ----------------------------------------------------------------- | ----------------------- | ----------------------- | ---------------- |
| 2013 | «House Party» (DJ Antoine vs. Mad Mark featuring B-Case & U-Jean) | 44                      | 22                      | Sky Is the Limit |